# Ryūsei Nakao
Pour les articles homonymes, voir Nakao.
Ryūsei Nakao (中尾　隆聖, Nakao Ryūsei), né Tomoharu Takeo (竹尾 智晴, Takeo Tomoharu) le 5 février 1951 à Tokyo, est un seiyū japonais. Il travaille pour 81 Produce.

## Rôles notables
- Angel heart : Le leader de la section Suzaku (maniant les fils et qui a pour objectif de tuer Hayakawa)
- Anpanman : Baikinman
- Beet the Vandel Buster : Shagie
- Bleach : Mayuri Kurotsuchi
- Détective Conan : La quatorzième cible : Sawaki Kohei
- Dragon Ball : Tambourine
- Dragon Ball Super : Freezer, Frost
- Dragon Ball Z Kai : Freezer
- Dragon Ball Z : Freezer, Cooler, Metal Cooler
- Le Collège fou, fou, fou :  Nojio Ashida (épisode 10)
- Nicky Larson : Tôru Kazama (épisode 117)
- Tokusō Sentai Dekaranger : Agent Abrella
- Shuriken Sentai Ninninger : Masakage Tsugomori
- One Piece : Erik, César Clown, Dr indigo.
- One Punch Man : Vaccineman
- Saint Seiya : Isaak du Kraken, Christ de la Croix du Sud
- Naruto Shippûden : Nekomata (épisode 189)
- Suite PreCure♪ : Noise
- Cowboy Bebop : Roco (épisode 8)
- D.Gray-Man : Eshi
- How to keep a mummy : Anubis
- Magical Girl Site : Nana
- Les Supers Nanas Zeta : Kare
- Haikyuu : Tanji Washijō